# Miguel Ydígoras Fuentes
José Miguel Ramón Ydígoras Fuentes, José Miguel Ramón Idígoras Fuentes (ur. 17 października 1895 w Retalhuleu, zm. 27 października 1982 w mieście Gwatemali) – gwatemalski generał, polityk, właściciel ziemski, dyktatorski prezydent Gwatemali od 1958 do 1963.

## Życiorys
Był zaufanym współpracownikiem dyktatora Jorge Ubico (pełnił w jego administracji urząd szefa sztabu generalnego). Po obaleniu Ubico w 1944 dołączył do przeciwników reform zarządzanych przez nowe władze pod wodzą Juana José Arévalo Bermejo oraz pułkownika Jacobo Arbenza Guzmána. W 1950 wystartował w wyborach prezydenckich, zdobywając 19% głosów i przegrywając z Jacobo Arbenzem. Stał się prawą ręką zbuntowanego pułkownika Carlosa Castillo Armasa: w 1954 udzielił mu wsparcia w obaleniu Arbenza, jednak w 1957 doprowadził do zamordowania Castillo z pomocą CIA i ponownie sięgnął po urząd prezydencki. Startując z ramienia Partido Reconciliacion Democratica Nacional zajął drugie miejsce, jednak na skutek zamieszania w kręgach junty wojskowej wybory w 1958 powtórzono. Ydigoras odniósł w nich zwycięstwo i objął stanowisko dzięki fałszerstwom. Dojście do władzy Ydigorasa do władzy zostało zaakceptowane przez Departament Stanu USA oraz United Fruit Company – amerykańskie przedsiębiorstwo posiadające wielkie wpływy w Gwatemali od XIX wieku.
W początkach rządów pod wpływem nacisków CIA został zmuszony do spłacenia długu Carlosa Castillo Armasa, który ten zaciągnął na potrzeby zorganizowania przewrotu przeciwko Arbenzowi w 1954. Jako prezydent Ydigoras kontynuował działanie przeciw lewicy, jaką kierowali się jego poprzednicy; w polityce wewnętrznej organizował represje wobec osób podejrzanych o sprzyjanie tej ideologii politycznej, zaś w polityce zagranicznej pielęgnował zbliżenie do USA, m.in. jako zwolennik akcji przeciwko Kubie Fidela Castro – udzielał pomocy kubańskim antykomunistycznym działaczom i zezwolił Stanom Zjednoczonym na budowę baz wojskowych w celu przygotowania inwazji na Kubę.
Mimo prawicowej i proamerykańskiej polityki nie cieszył się popularnością w armii Gwatemali, gdyż dążył do uniezależnienia się od niej. Zamach stanu przeciwko niemu w 1960 dowodzony przez Rafaela Pereirę zakończył się niepowodzeniem, ale zapoczątkował on ogólnokrajową działalność partyzancką ugrupowań antyrządowych która przerodziła się w wojnę domową. W 1962 wystąpiła przeciwko niemu wielka demonstracja mieszkańców stolicy złożona głównie z gwatemalskiej inteligencji i klasy robotniczej, jednak przy wsparciu CIA doprowadził do zdławienia wieców. Następne przewroty również były tłumione aż do ostatniego w 1963, kiedy to Enrique Peralta, minister obrony w jego rządzie, obalił Ydigorasa i deportował go do Nikaragui. Jako oficjalną przyczynę usunięcia prezydenta Peralta ogłosił komunistyczne sympatie generała. W rzeczywistości powodem zamachu był fakt, że generał zezwolił na Juanowi Jose Arevalo na powrót z emigracji i ubieganie się o urząd prezydenta w wyborach w 1963. Na wygnaniu Ydigoras napisał i opublikował w tym samym roku książkę My War with Communism wydaną przez wydawnictwo Englewood Cliffs, Prentice-Hall, w której udowadniał swój brak jakichkolwiek powiązań z ideologią komunistyczną w odpowiedzi na zarzuty stawiane przez Peraltę po zamachu stanu, a nawet oskarżał o realizację polityki pod kątem owej orientacji politycznej samego Peraltę.